# Katedra w Piacenzy
Katedra w Piacenzy (wł.: Duomo di Piacenza) – kościół rzymskokatolicki w Piacenzy (Emilia-Romania, Włochy) poświęcony świętej Justynie z Padwy i Wniebowzięciu Najświętszej Maryi Panny. Święta Justyna jest również patronką miasta. Katedra zlokalizowana jest w centrum miasta, przy placu Piazza Duomo. Świątynia jest siedzibą diecezji Piacenza-Bobbio.

## Budowla
Świątynia ma 85 m długości i 32 m szerokości. Fasada ma 32 m wysokości i została wykonana z różowego piaskowca oraz marmuru. Budowę rozpoczęto w roku 1122, a ukończono w roku 1233. Katedra jest przykładem stylu romańskiego.
Wnętrze kościoła wykończone jest wartościowymi freskami autorstwa Camillo Procacciniego oraz Ludovico Carracciego, natomiast wnętrze kopuły ozdabiają freski wykonane przez Giovanniego Francesco Barbieriego (znany jako Guercino) oraz Pier Francesco Mazzucchelliego (znany jako il Morazzone).